# Indigofereae

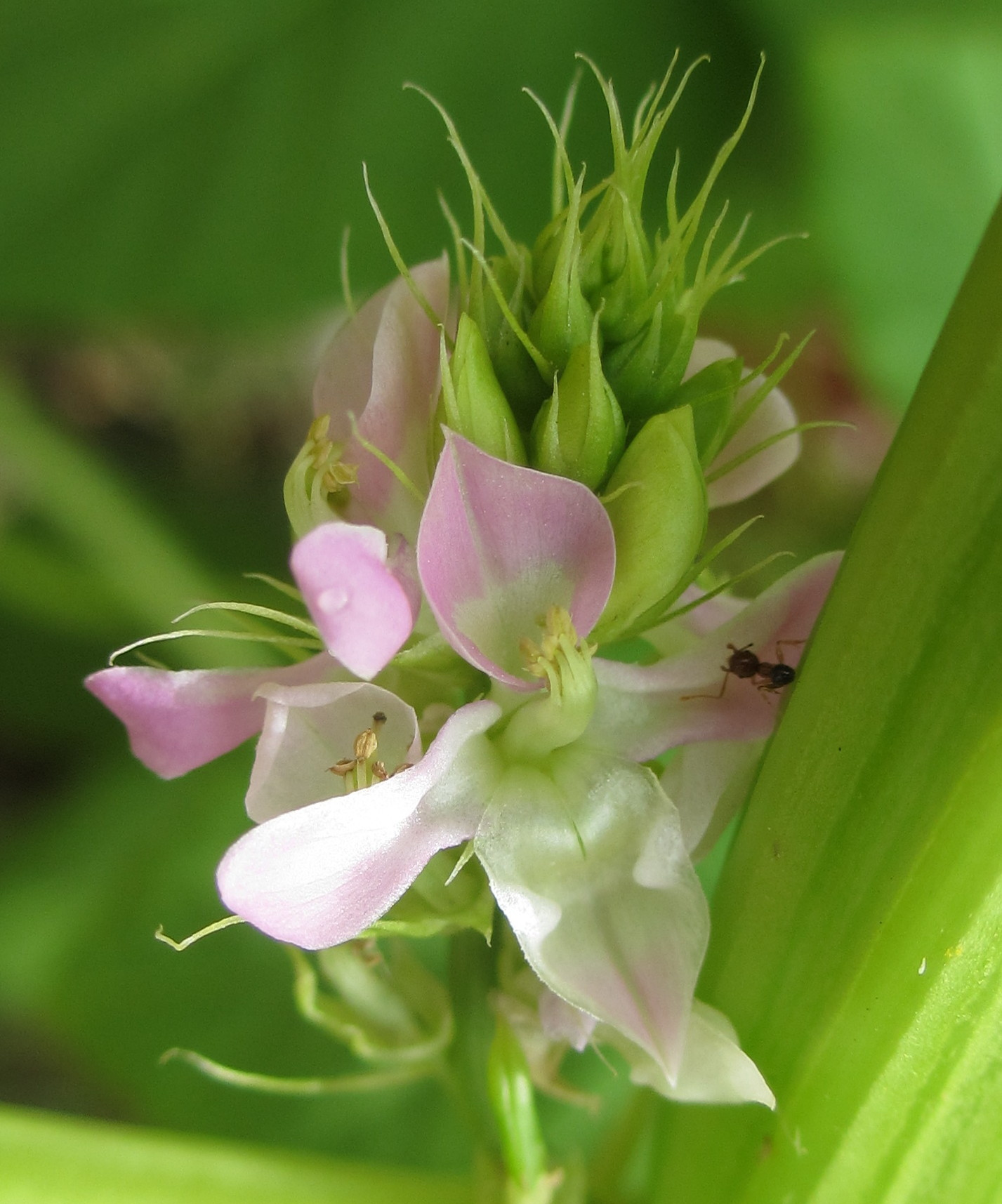
Detail květenství Cyamopsis tetragonoloba

Indigofereae je tribus (seskupení rodů) čeledi bobovité dvouděložných rostlin. Zahrnuje téměř 800 druhů v 7 rodech, z nichž největší je rod indigovník. Zástupci tribu jsou dřeviny převážně se zpeřenými listy a motýlovitými květy v hroznech. Jsou rozšířeny v tropech a subtropech celého světa, zejména v Africe. Z indigovníku pravého se získávalo barvivo indigo, jiné druhy mají využití v medicíně. Asijský druh Cyamopsis tetragonoloba je zdrojem guarové gumy a používá se jako zelenina.

## Popis
Zástupci tribu Indigofereae jsou keře a stromy. Rostliny jsou často šedavě nebo stříbřitě chlupaté, chlupy mají tvar T. Listy jsou nejčastěji lichozpeřené, řidčeji trojčetné, jednolisté nebo bez lístků. Palisty jsou obvykle drobné. Květy jsou motýlovité, uspořádaní v úžlabních hroznech. Koruna je obvykle růžová, červená nebo purpurová, řidčeji bílá nebo žlutá. Tyčinky jsou převážně dvoubratré s 1 tyčinkou volnou, výjimečně všechny srostlé. Semeník obsahuje 1 až mnoho vajíček. Plodem je lusk pukající 2 chlopněmi, řidčeji jsou plody kožovité a nepukavé. Mezi semeny jsou přehrádky. Semena jsou kulatá nebo hranatá.

## Rozšíření
Tribus Indigofereae zahrnuje asi 768 druhů v 7 rodech. Největší rody jsou indigovník (Indigofera, asi 700 druhů) a Microcharis (36 druhů).
Tribus je rozšířen v tropech a subtropech celého světa, největší druhová diverzita je v tropické Africe (včetně Madagaskaru) a v Asii. V Americe a Austrálii se vyskytuje pouze rod indigovník a pantropický druh Indigastrum parviflorum, v Asii od Pákistánu po Indonésii navíc kulturní druh Cyamopsis tetragonoloba. Některé africké rody zasahují do Arábie. Rody Phylloxylon a Vaughania je endemické rody Madagaskaru.

## Zástupci
- cyamopsis (Cyamopsis)
- indigovník (Indigofera)

## Význam
Indigovník pravý (Indigofera tinctorium) je stará kulturní rostlina, z níž se získávalo modré barvivo indigo. Některé druhy indigovníku mají využití v medicíně nebo se pěstují jako okrasné keře.
Ze semen Cyamopsis tetragonoloba se získává guarová guma a mladé lusky slouží v Asii jako zelenina.

## Přehled rodů
Cyamopsis, Indigastrum, Indigofera, Microcharis, Phylloxylon, Rhynchotropis, Vaughania